# Ariane Koizumi
Ariane Koizumi, auch nur Ariane, (* 7. März 1963 in New York City) ist eine US-amerikanische Schauspielerin und Model.

## Leben und Karriere
Ariane Koizumi wurde 1963 als Tochter eines japanischen und eines niederländischen Elternteils geboren. Sie wuchs in Riverdale auf, einem Stadtbezirk im Nordwesten der Bronx in New York City. In den 1980er Jahren war Ariane Koizumi auf dem Höhepunkt ihrer Karriere als asiatisches Model. Sie arbeitete für die renommiertesten Modeschöpfer wie Karl Lagerfeld, Yves Saint-Laurent, Giorgio Armani und Jean Paul Gaultier. Sie war in Publikationen wie der Vogue und Elle und weltweit auf den Catwalks von Paris, Rom, Mailand, Tokio und weiteren Modezentren präsent. Als Schauspielerin wurde Ariane Koizumi international bekannt durch die weibliche Hauptrolle der Journalistin Tracy Tzu in dem US-Thriller Im Jahr des Drachen neben Mickey Rourke aus dem Jahr 1985. Für ihre schauspielerische Leistung wurde sie für den Negativpreis Goldene Himbeere nominiert (als schlechteste Schauspielerin und schlechteste Newcomerin). Sie firmiert oft nur unter ihrem Vornamen Ariane.

## Filmografie
- 1975: Los pájaros de Baden-Baden
- 1985: Im Jahr des Drachen (Year of the Dragon)
- 1990: King of New York – König zwischen Tag und Nacht (King of New York)
- 1991: Women & Men 2: In Love There Are No Rules (Fernsehfilm)
- 1993: Skin Art